# Ichthyoxenus circularius
Ichthyoxenus circularius är en kräftdjursart som beskrevs av Shen 1940. Ichthyoxenus circularius ingår i släktet Ichthyoxenus och familjen Cymothoidae. Inga underarter finns listade i Catalogue of Life.